# Australoconops inglorior
Australoconops inglorior är en tvåvingeart som först beskrevs av Walker 1849.  Australoconops inglorior ingår i släktet Australoconops och familjen stekelflugor. Inga underarter finns listade i Catalogue of Life.